# Гольбейн, Ганс (Младший)

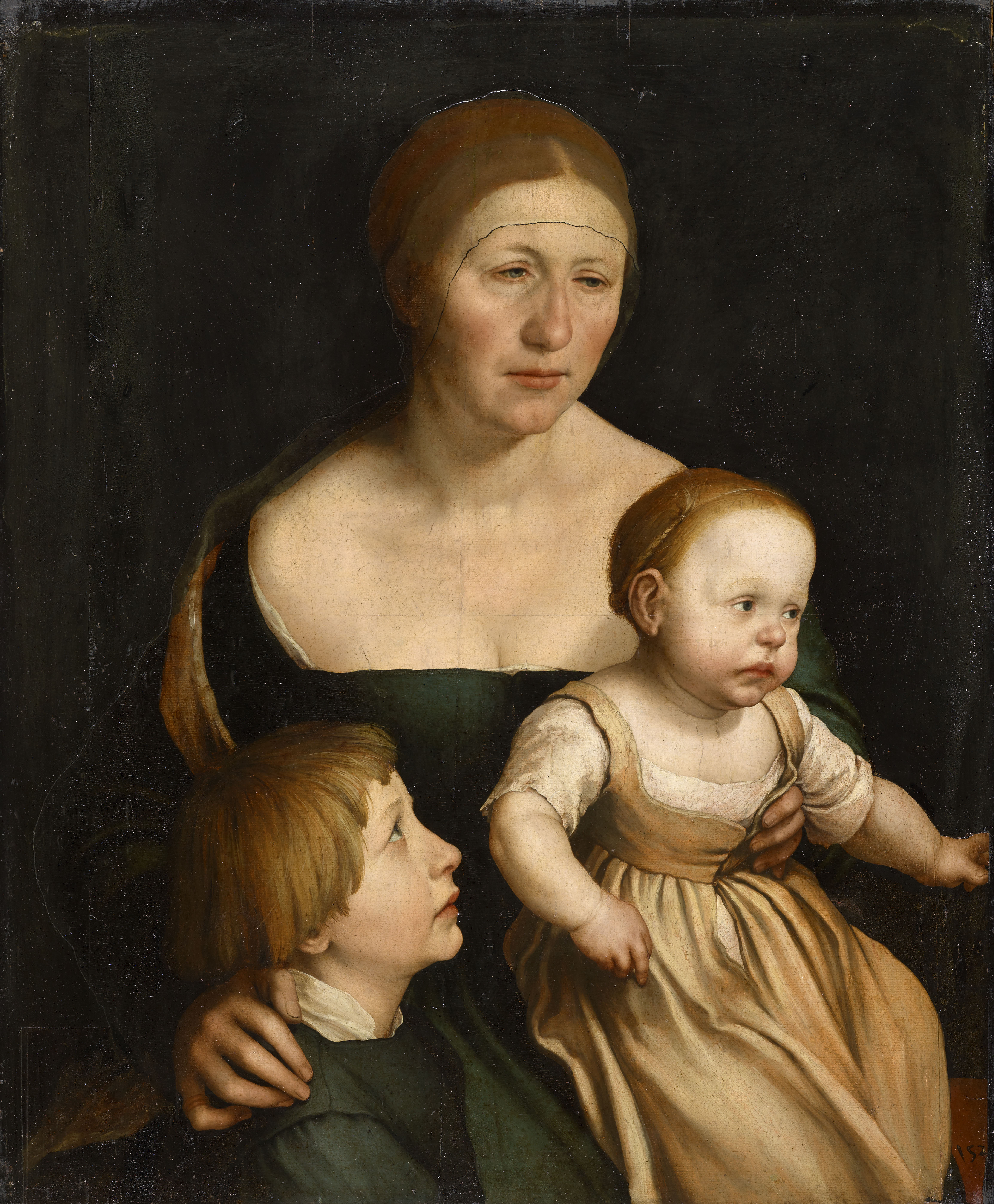
Портрет жены с двумя старшими детьми Филиппом и Катериной. Ок. 1528. Бумага на дереве, темпера, масло. Художественный музей, Базель

Ганс Гольбе́йн Младший, также Ханс Хольбайн Младший (нем. Hans Holbein der Jüngere; 1497, Аугсбург — 29 ноября 1543, Лондон) — немецкий рисовальщик, живописец и гравёр, наиболее известный представитель художественной семьи Гольбейнов, один из выдающихся мастеров эпохи Северного Возрождения и Реформации.

## Биография
Гольбейн происходил из влиятельной семьи художников, существование которой зарегистрировано в Равенсбурге с XIII века. Родился в Аугсбурге, Германия, учился живописи у отца — Ганса Гольбейна Старшего, который был одним из известных художников своего времени и работал в основном в Аугсбурге. Он руководил большой и оживлённой мастерской в Аугсбурге, ему иногда помогал его брат Зигмунд Гольбейн, но о его влиянии и творчестве мало что известно. Один из братьев Ганса Гольбейна Младшего, Амброзиус Гольбейн, также был живописцем и гравёром. Начальное художественное образование братья получили в мастерской отца.
В 1515 году Ганс вместе с братом Амброзиусом в поисках работы переселился в Базель (Швейцария), надеясь найти хороший доход от работы в качестве иллюстраторов в тогда процветающем городе книгопечатания и торговли гравюрами. В 1520 году Ганс стал гражданином Базеля и, следовательно, швейцарским художником. В автопортрете, который он написал незадолго до смерти, он называет себя уроженцем Базеля, получившего права гильдии и гражданства в этом городе в 1519 году.
В Базеле Ганс Гольбейн познакомился с многими гуманистами и учёными того времени, в том числе с Эразмом Роттердамским. По просьбе последнего для издателя Ганса Фробена он иллюстрировал гравюрами на дереве его работу «Похвала глупости», а также «Утопию» Томаса Мора. Гольбейн иллюстрировал и другие книги, участвовал в создании немецкого перевода Библии, создавал витражи и писал портреты.

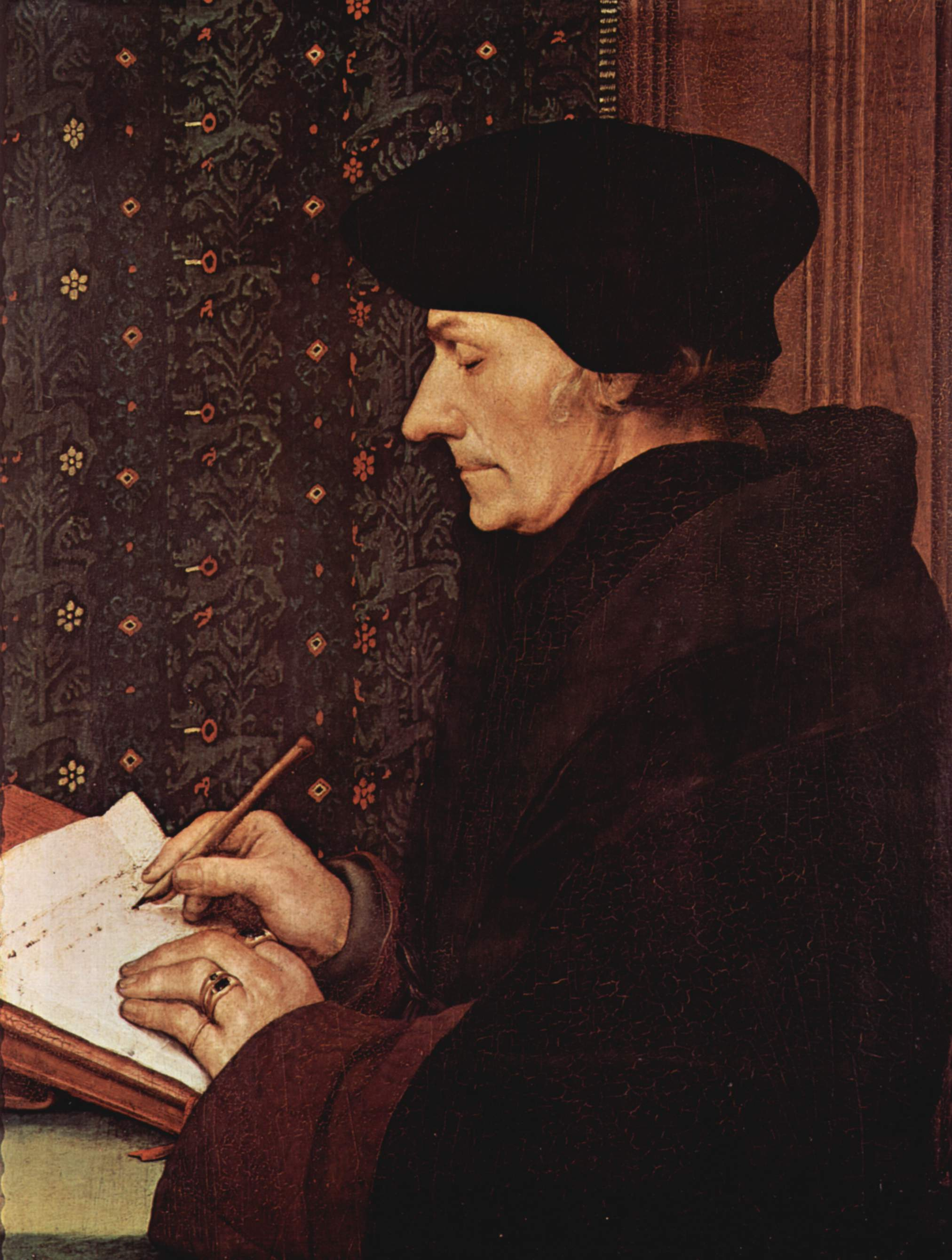
Эразм Роттердамский. 1528. Дерево, масло. Лувр, Париж

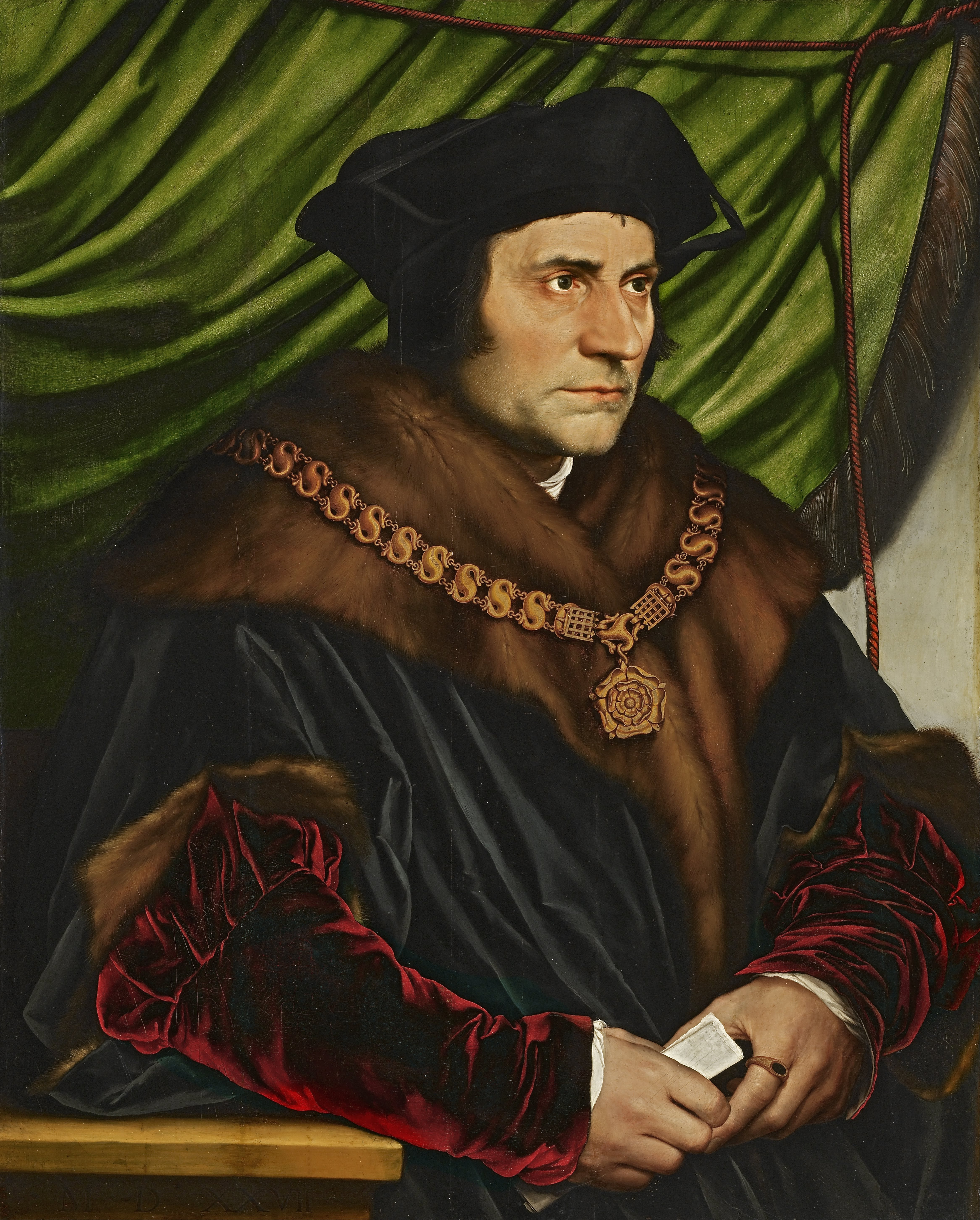
Томас Мор. 1527. Дерево, масло. Коллекция Фрик, Нью-Йорк

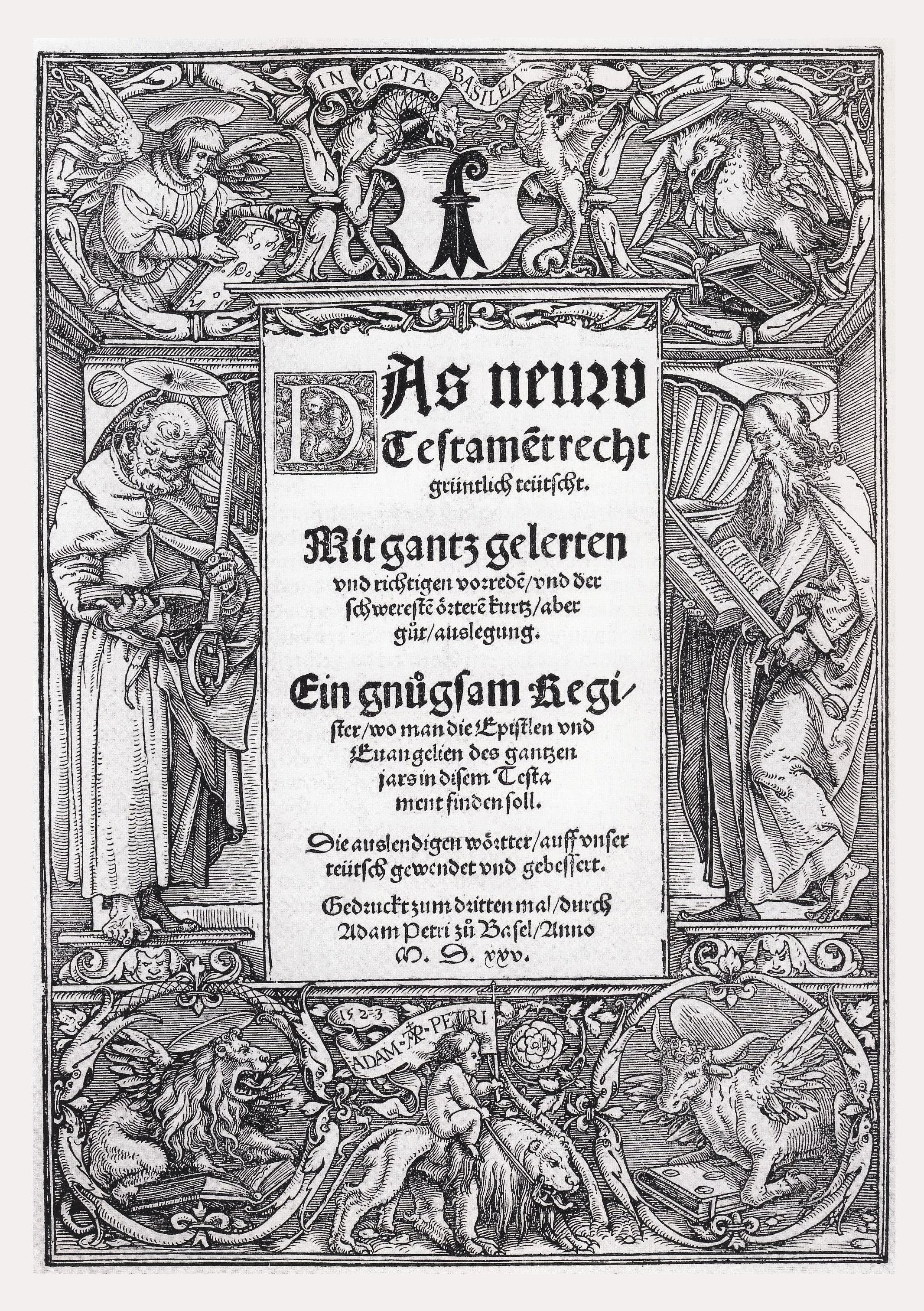
Титульный лист «Библии Мартина Лютера». 1523. Гравюра на дереве. Базель

В 1516 году он написал портрет бургомистра Якоба Мейера и его жены, а также художника Ганса Гербстера, в следующем году — фрески внутри и на наружных стенах дома Гертенштейна в Люцерне. Ганс Гольбейн оставался в Люцерне в период 1517—1519 годов. По возвращении осенью 1519 года в Базель много работал над декорированием внешних фасадов домов.
Смерть его брата Амброзия и женитьба Ганса Гольбейна, вероятно, произошли в 1519 году. Его жена Эльсбет Бинсеншток-Шмид была вдовой базельского кожевника и на четыре года старше. Но женитьба позволила художнику вступить в 1520 году в Базельскую «Гильдию Небес» и стать гражданином города. Супруга родила ему четверых детей: Филиппа, Катарину, Йоханнеса и Кюнгольда. Гольбейн увековечил свою жену и первых двух детей в своём знаменитом «Портрете жены Гольбейна с двумя старшими детьми» (1528, Художественный музей Базеля), который считается одним из первых портретов художника и его собственной семьи.
В Базеле Гольбейн также создал, среди прочего, две свои знаменитые картины с образами Мадонны, так называемую «Дармштадтскую Мадонну» (1525/1526, с 2012 года часть Вюртской коллекции в Иоаннитеркирхе, Швебиш-Халль) и «Золотурнскую Мадонну» (1522, Художественный музей Золотурна, Швейцария). В 1521 году ему было поручено расписать Зал Большого совета в ратуше Базеля.
Между 1521 и 1522 годами Гольбейн написал необычное и страшное произведение: картину «Тело мёртвого Христа в гробу», от которой, по словам князя Мышкина в романе Достоевского «Идиот», «у иного ещё вера может пропасть».
Важнейшие произведения базельского периода Гольбейна: портрет юриста Бонифация Амербаха; десять картин цикла «Страсти Христа», изображения «Рождества» и «Поклонения волхвов». К этому же времени относятся портреты Эразма Роттердамского, Доротеи Оффенбург, рисунки к книгам Ветхого Завета. В период 1524—1526 годов он создал рисунки серии «Пляска Смерти», гравированные на дереве мастером Гансом Лютцельбургером, и титульный лист Библии Мартина Лютера. Кроме того, он разработал двенадцать литер (рисунков буквиц) разных алфавитов, в том числе греческого и латинского, для типографии Фробена. Буквы украшены изображениями греческих и римских богов, портретами цезарей, поэтов и философов.
В 1526 году в поисках работы по совету Эразма Роттердамского Гольбейн отправился в протестантскую Англию. Перед этим он посетил Францию и Нидерланды. В Англии его приняли в гуманистический круг Томаса Мора, где он быстро завоевал репутацию. Он вернулся в Базель на четыре года (в августе 1528 года Гольбейн купил дом в Базеле в Санкт-Йоханнс-Форштадте и стал соседом Иеронима Фробена), после ряда затруднений он принял условия Реформации (возможно, ради продолжения деятельности художника). Затем в 1532 году возобновил свою деятельность в Англии (так называемый второй английский период) под патронажем Анны Болейн и Томаса Кромвеля. В 1535 году он стал придворным живописцем короля Генриха VIII. В этой роли он создавал портреты и оформлял придворные празднества, разрабатывал эскизы фонтанов, триумфальных арок, витражей, кубков из серебра (вспоминая учёбу у отца-ювелира), парадных облачений монарха, воинских доспехов, оружия, ювелирных изделий, дорогой посуды и других предметов королевского обихода. Его портреты королевской семьи и придворных отражают быт и нравы двора в те годы, когда король Генрих утверждал свою власть над англиканской церковью.
В эту пору Гольбейн создал многие известные портреты, в том числе находящиеся ныне в Берлине, Виндзоре, Гааге, Брауншвейге и Вене. К этому времени относятся его портреты Генриха VIII, королевы Джейн Сеймур, Эдуарда VI, герцога Норфолка и других выдающихся людей Англии.
Его самым известным произведением этого периода стала картина «Послы». На ней представлены Жан де Дентевиль, посол Франции Франциска I в 1533 году, и Жорж де Сельв, епископ Лавора, посетивший Лондон в том же году. Они изображены перед высоким столом, загромождённым множеством предметов, вероятно, символизируюшими их религиозные, интеллектуальные и художественные интересы.
В этом произведении использованы многие символы и парадоксы, в том числе анаморфоз (искажённый рисунок черепа). По мнению исследователей картины, это загадочные отсылки к обучению, религии, смертности и иллюзиям в традициях Северного Возрождения. Историки искусства Оскар Бечман и Паскаль Гринер предполагают, что в «Послах» «науки и искусства, предметы роскоши и славы сравниваются с величием Смерти».
К 1536 году Гольбейн работал придворным художником с годовым содержанием в тридцать фунтов, хотя он никогда не был самым высокооплачиваемым художником. «Королевский художник» Лукас Хоренбоут зарабатывал больше, и на короля работали и многие другие. В 1537 году Гольбейн написал свой самый известный портрет короля Генриха VIII, стоящего в героической позе, широко расставив ноги.
Ганс Гольбейн пережил падение двух своих первых великих покровителей, Томаса Кромвеля и Анны Болейн, но внезапный арест и казнь Кромвеля по сфабрикованным обвинениям в ереси и измене в 1540 году, несомненно, повредили его карьере. Хотя Гольбейн сохранил свое положение королевского живописца, смерть Кромвеля составила лакуну, которую не мог заполнить ни один другой покровитель.
Последний период своей жизни художник проводил между Базелем и Лондоном. В 1543 году, между 7 октября и 29 ноября, в возрасте сорока пяти лет он умер (по версии Карела ван Мандера) от чумы, свирепствовавшей в Лондоне. Друзья Гольбейна присутствовали у его постели; и Питер Клауссен предполагает, что он умер от какой-то иной инфекции.
Место захоронения Гольбейна неизвестно и, возможно, никогда не было отмечено. Предположительными местами могут быть церкви Святой Кэтрин-Кри или Святого Андрея Андершафта в Лондоне, поскольку они расположены недалеко от его дома.

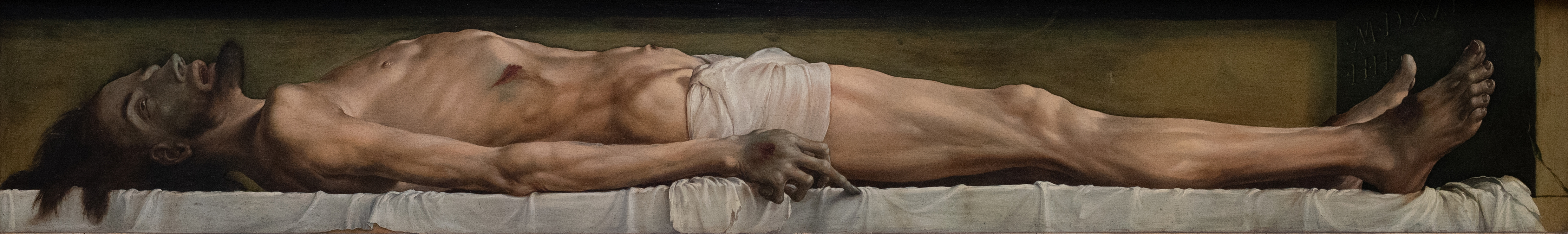
Тело мёртвого Христа в гробу. Между 1521 и 1522. Дерево, темпера. Художественный музей, Базель

## Творческий метод и стиль
В начале своего творчества Ганс Гольбейн испытал влияние Ханса Бургкмайра. В алтарных картинах с изображениями Мадонны очевидно итальянское влияние и даже непосредственно Леонардо да Винчи и Рафаэля, например в картине «Лаис Коринфская» (1526). В подобных случаях «ярко выражены черты идеализма, присущие художникам итальянского Возрождения». Работая в Англии, Гольбейн «привнёс эти стилевые черты в искусство Тюдор-Ренессанса».
Искусство Гольбейна ценилось с самого начала его карьеры. Французский поэт и реформатор Николас Бурбон (старший) назвал его «Апеллесом нашего времени», что было типичной похвалой для той эпохи. Гольбейна также называют великим «единственным человеком» в истории искусства, поскольку он не основал никакой школы. Некоторые из его работ были утеряны после его смерти, но многое было собрано, и к XIX веку он был признан одним из выдающихся мастеров живописного портрета. Он создавал самые разные произведения: от замысловатых украшений до монументальных фресок.
Искусство Гольбейна иногда называют реалистическим, поскольку он рисовал и писал картины с редкой точностью в изображении своих моделей. Его портреты были известны в своё время прежде всего своим сходством с портретируемыми, глазами этого художника мы и теперь видим многих известных деятелей его времени, таких как Эразм Роттердамский и Томас Мор. Однако Гольбейн никогда не ограничивался внешним подобием; он вкладывал в своё искусство различные подтексты. По мнению историка искусства Эллиса Уотерхауса, его портретная живопись «остается непревзойдённой по уверенности и экономии изложения, проникновению в характеры, а также сочетанию богатства и чистоты стиля».
Живописные произведения Гольбейна отличаются точностью, тонкой моделировкой формы посредством выверенных тональных и светотеневых отношений. При работе над портретами художник предварительно выполнял тщательные рисунки, многие из них сохранились. Такие рисунки Гольбейн делал углём, мелом, пастелью и сангиной. Они психологически точны, свидетельствуют о наблюдательности и впечатляют красотой формы, основанной на найденном художником оригинальном приёме: контурной линии с мягкой моделировкой тоном, так называемой «растяжкой», хорошо передающей объём. Значение Гольбейна в немецком искусстве определяется ещё и тем, что он перенёс в Германию, а затем и в Англию достижения изобразительного искусства эпохи Итальянского Возрождения, не утрачивая при этом национального характера, — в его работах ощутимы пути, намеченные в портретном искусстве Альбрехта Дюрера.

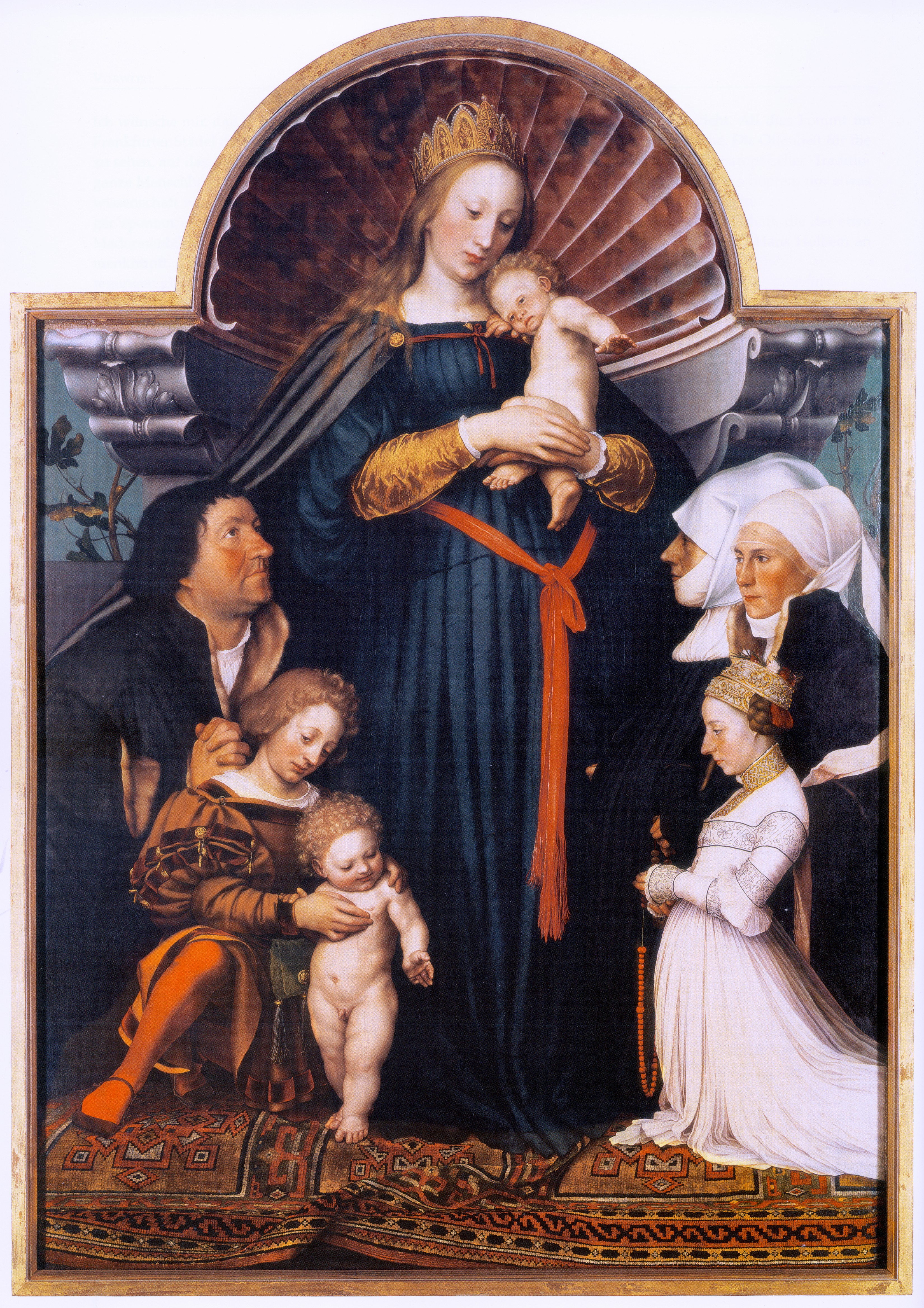
Дармштадтская Мадонна. 1526. Дерево, масло. Собрание Вюрта, Швебиш-Халль, Баден-Вюртемберг, Германия
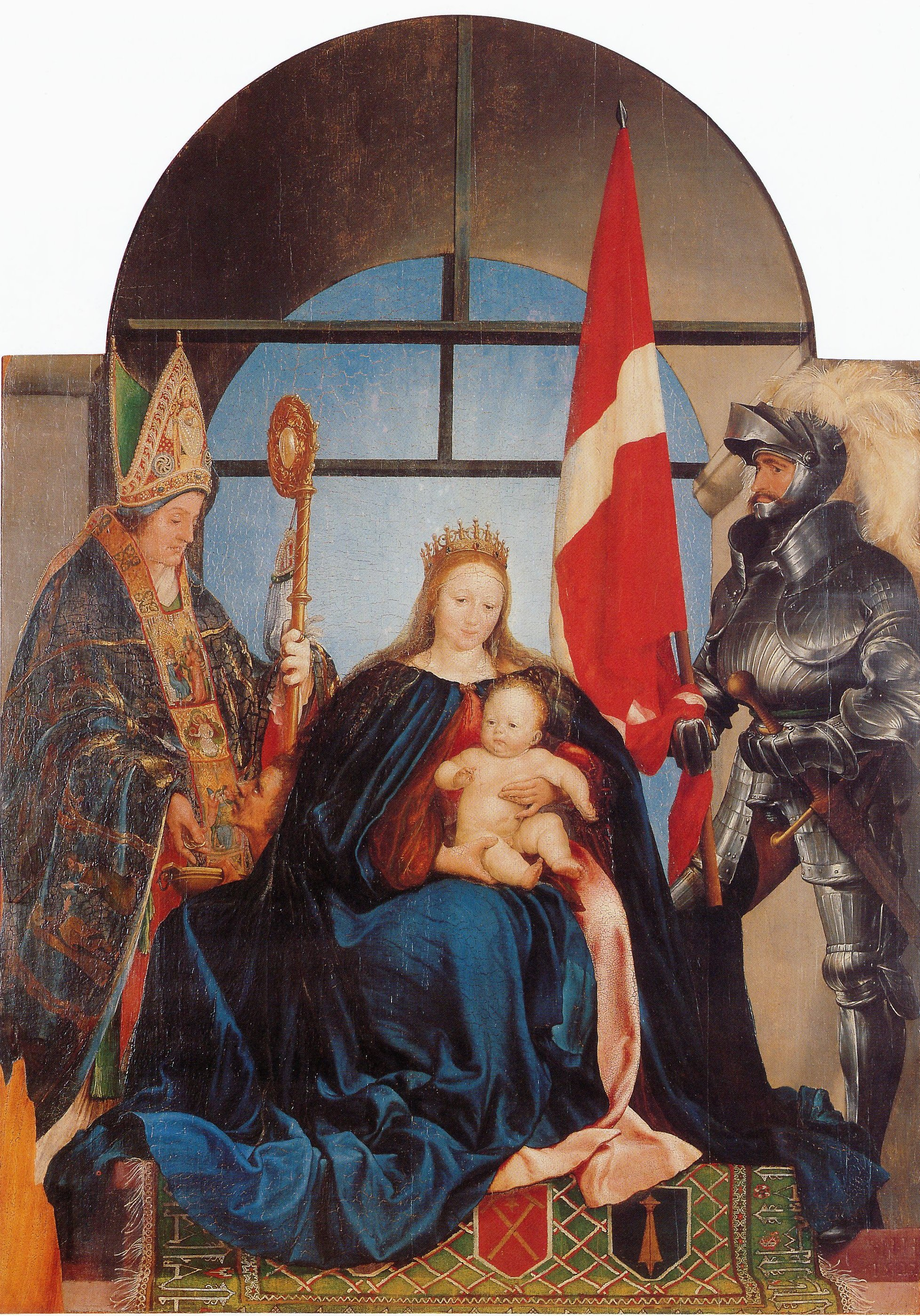
Золотурнская Мадонна. 1522. Художественный музей, Золотурн, Швейцария
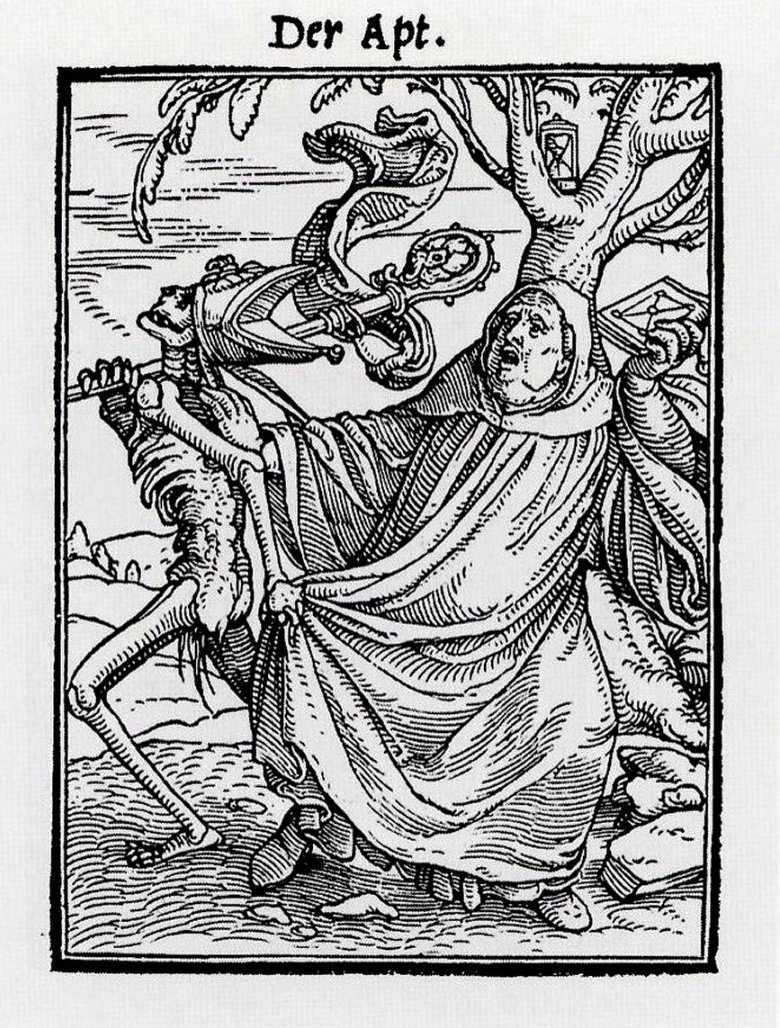
Аббат. Из серии «Пляска смерти». 1524—1526. Гравюра на дереве
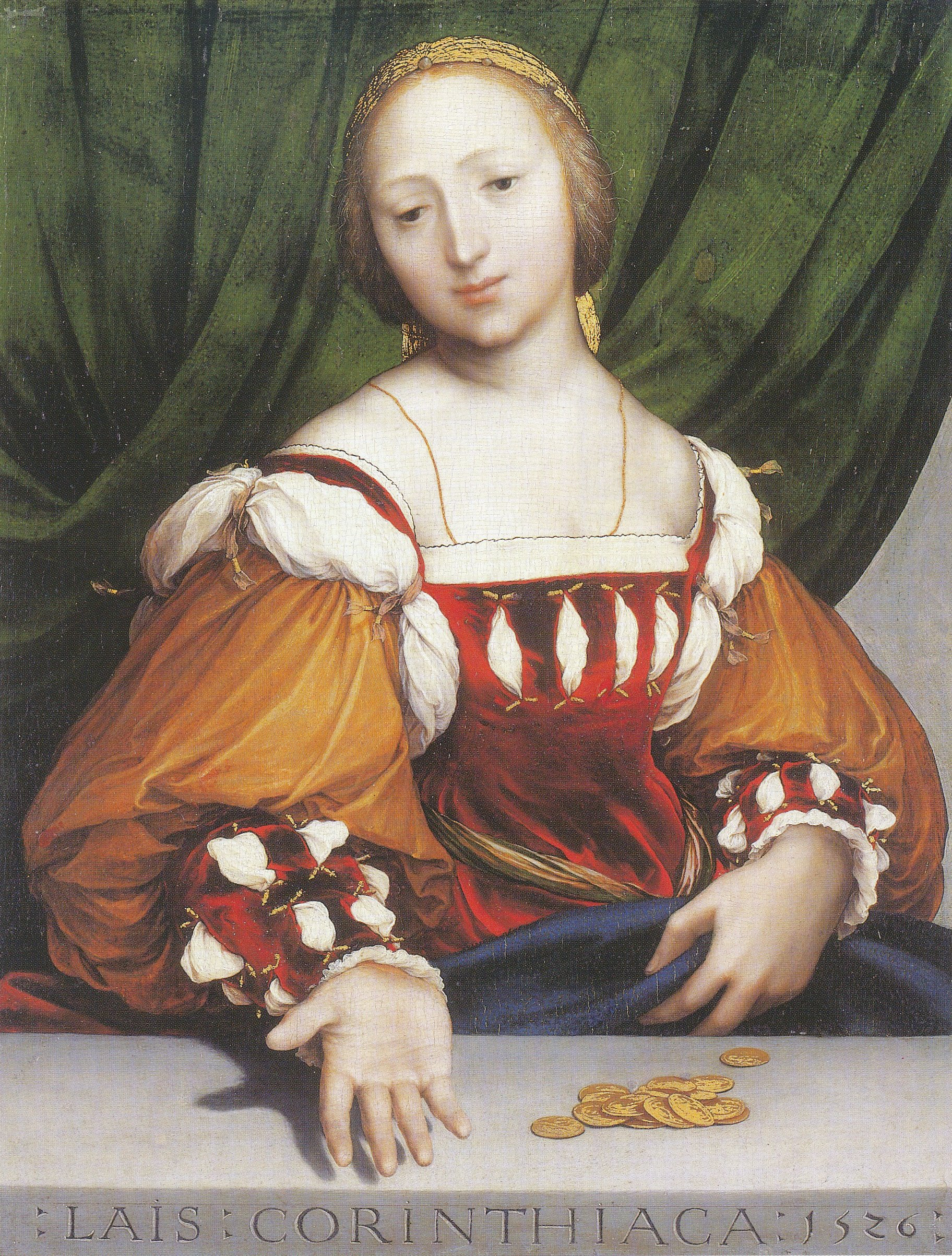
Лаис Коринфская. 1526. Дерево, темпера, масло. Художественный музей, Базель
Послы. 1533. Дерево, масло. Национальная галерея, Лондон
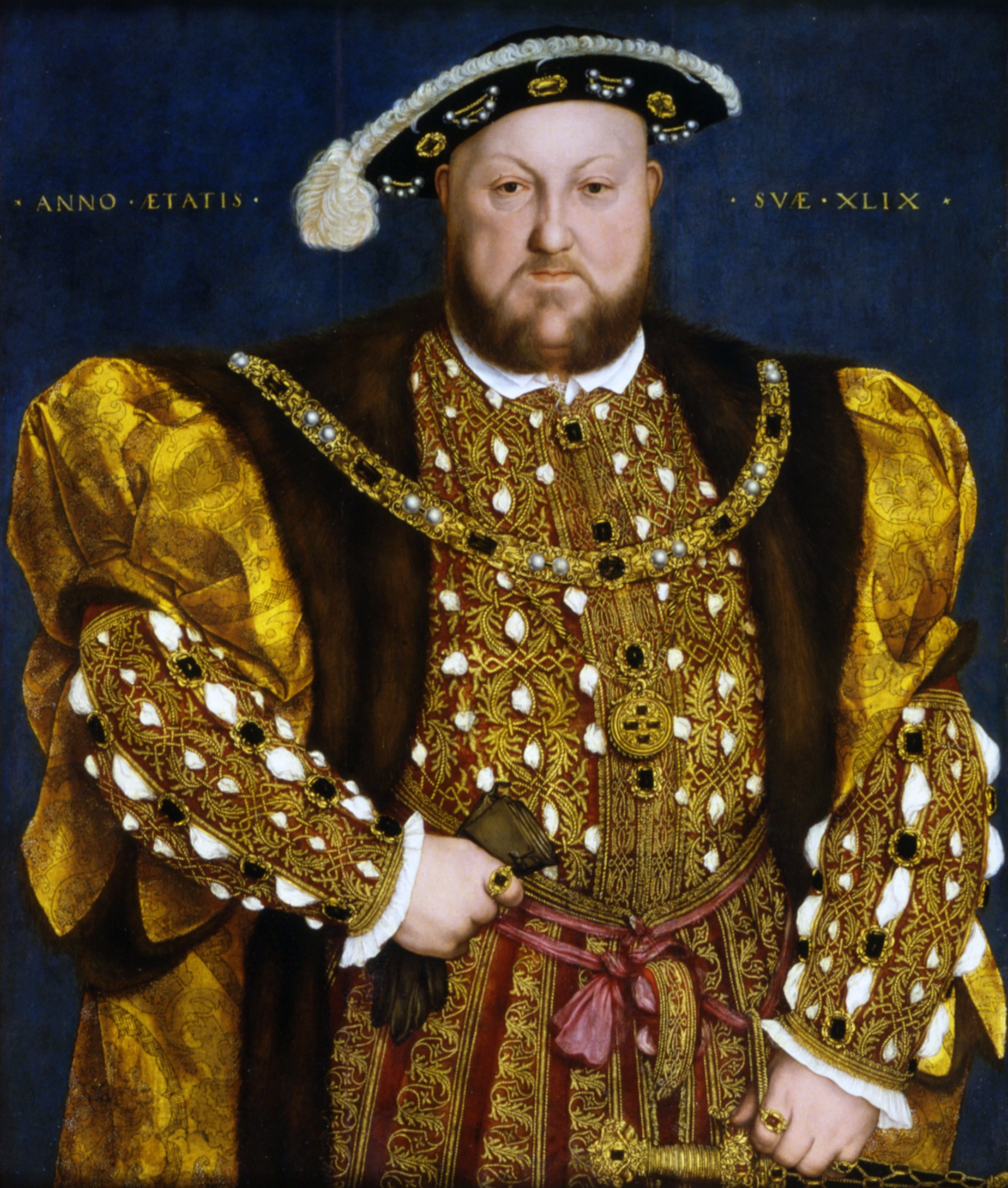
Портрет Генриха VIII. 1540. Дерево, масло. Палаццо Барберини, Рим
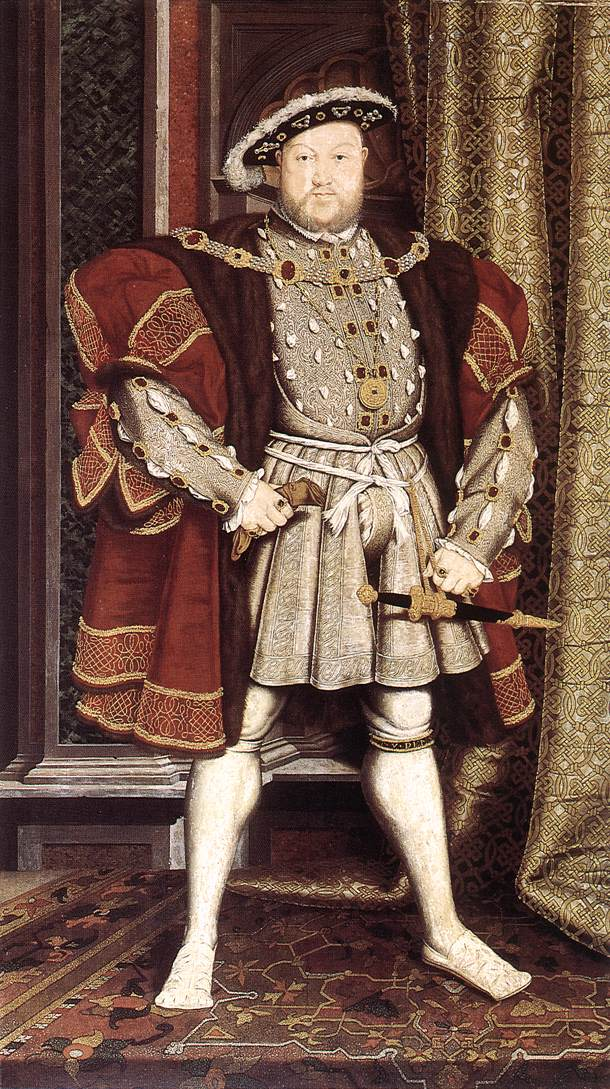
Портрет Генриха VIII. После 1537. Холст, масло. Галерея искусств Уокера, Ливерпуль

## Рисунки Ганса Гольбейна

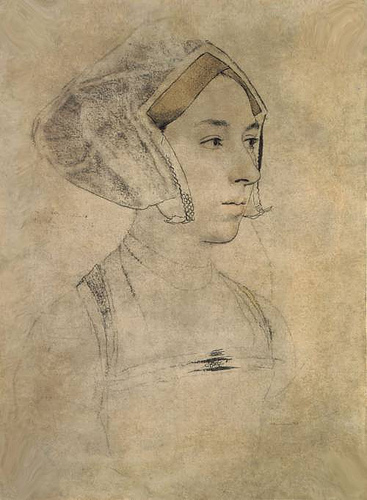
Aнна Болейн. Между 1532 и 1535. Бумага, тушь, перо, уголь, сангина. Британский музей, Лондон
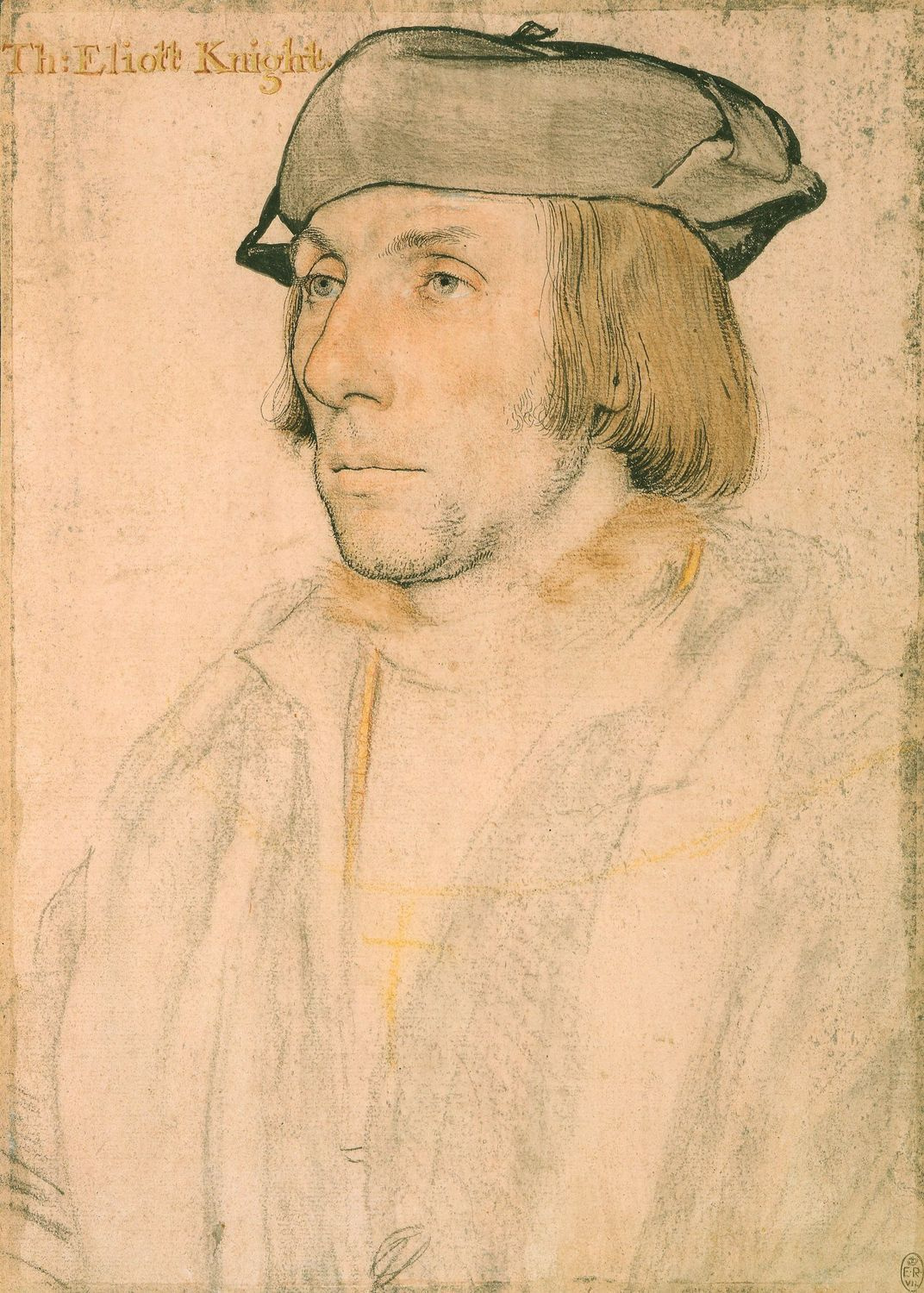
Сэр Томас Элиот. Между 1532 и 1534. Бумага, тушь, перо, кисть, пастель. Королевская коллекция, Виндзор
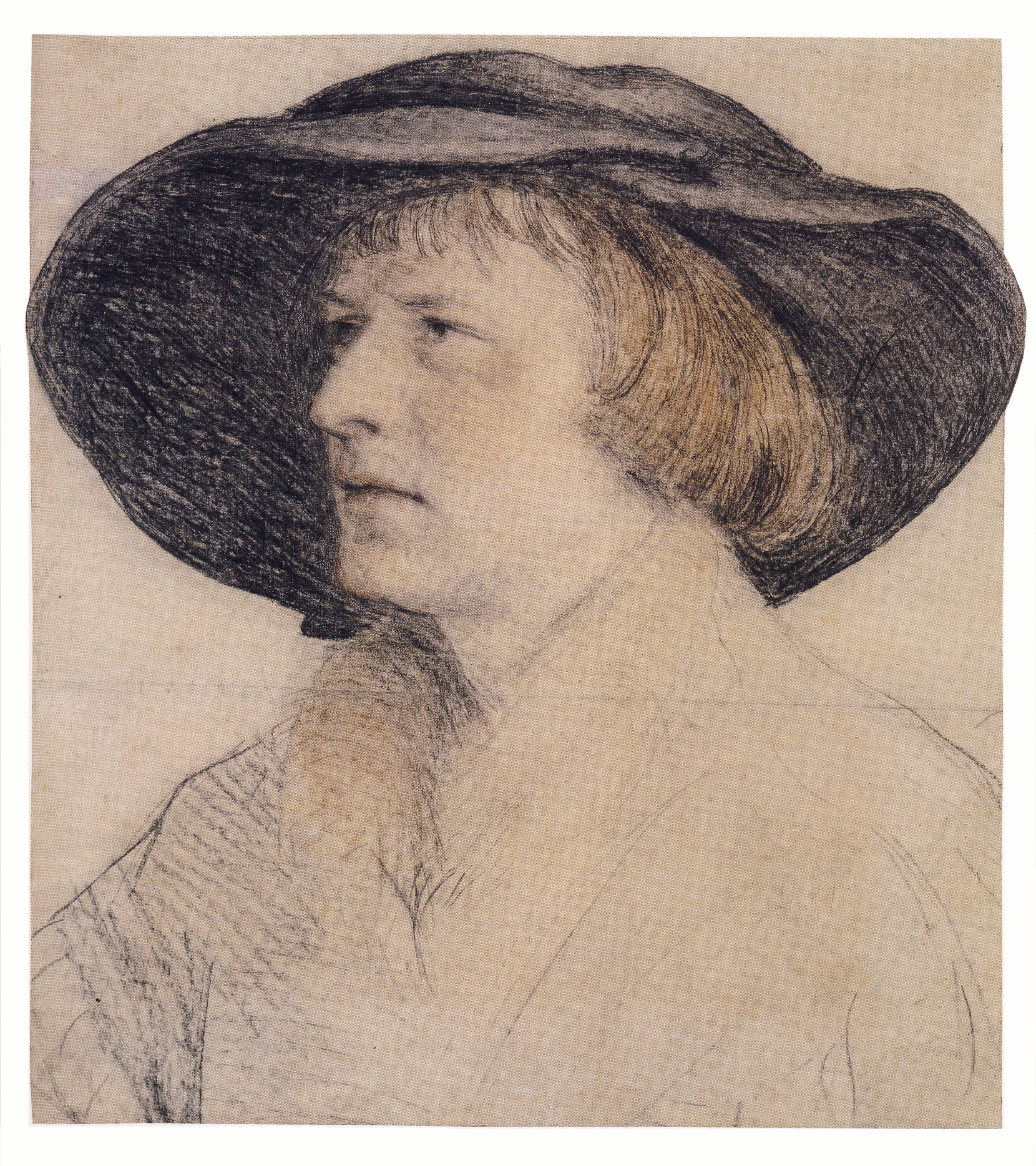
Бонифаций Амербах. Ок. 1525. Бумага, уголь, сангина, пастель. Художественный музей, Базель
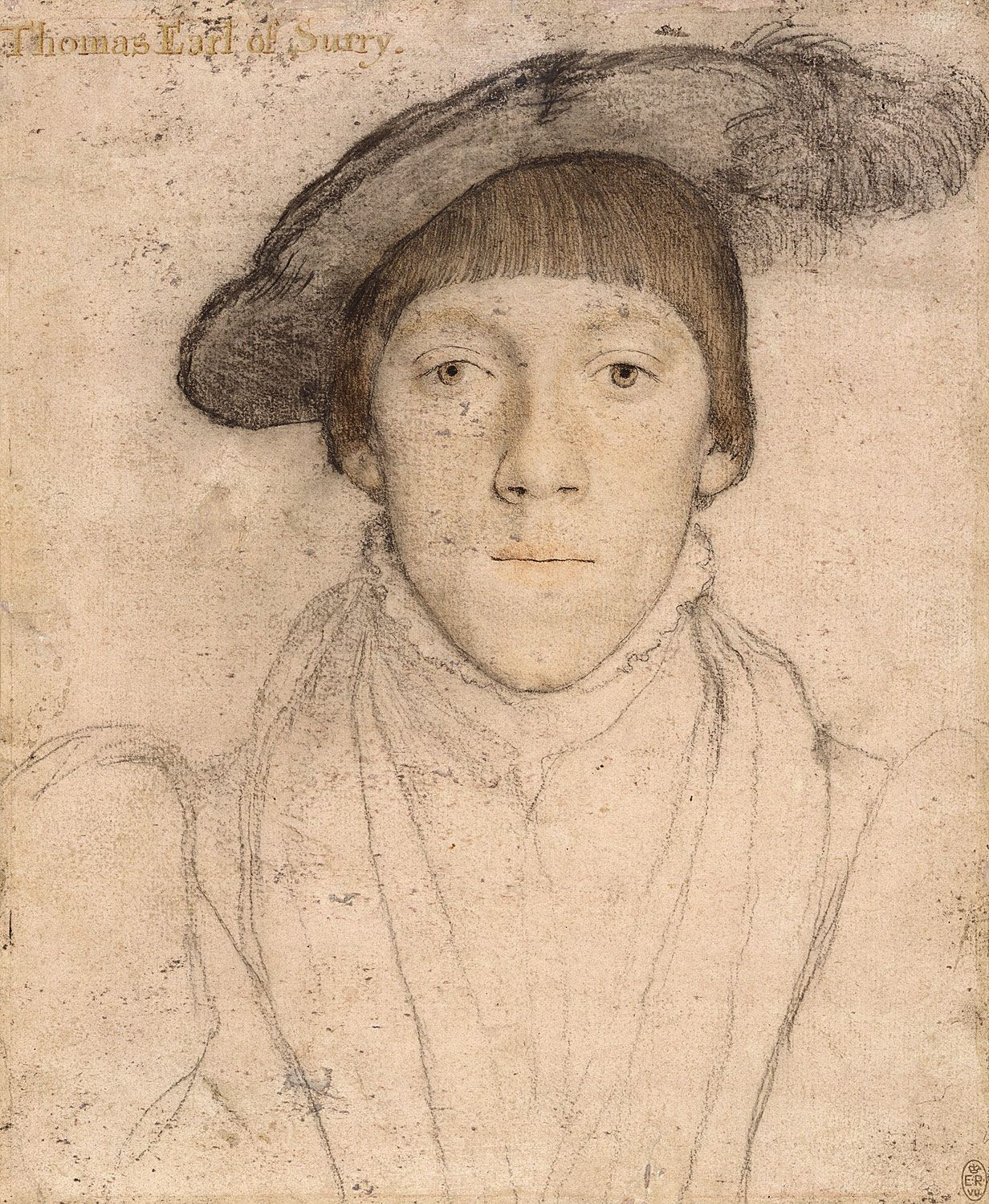
Генри Ховард, граф Суррей. 1533. Бумага, тушь, перо, сангина. Королевская коллекция, Виндзор
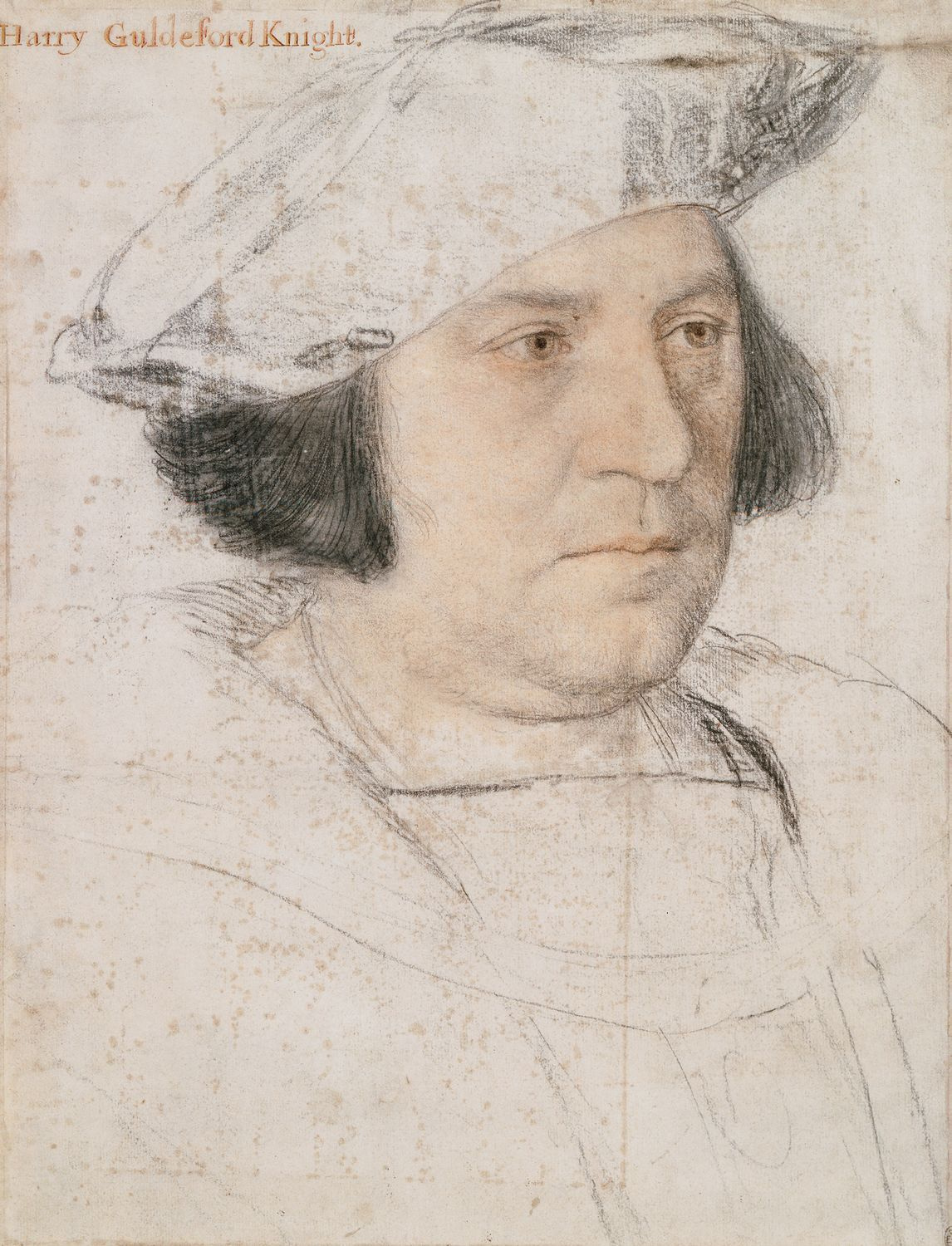
Сэр Генри Гилдфорд. 1527. Бумага, тушь, перо, кисть, пастель. Королевская коллекция, Виндзор
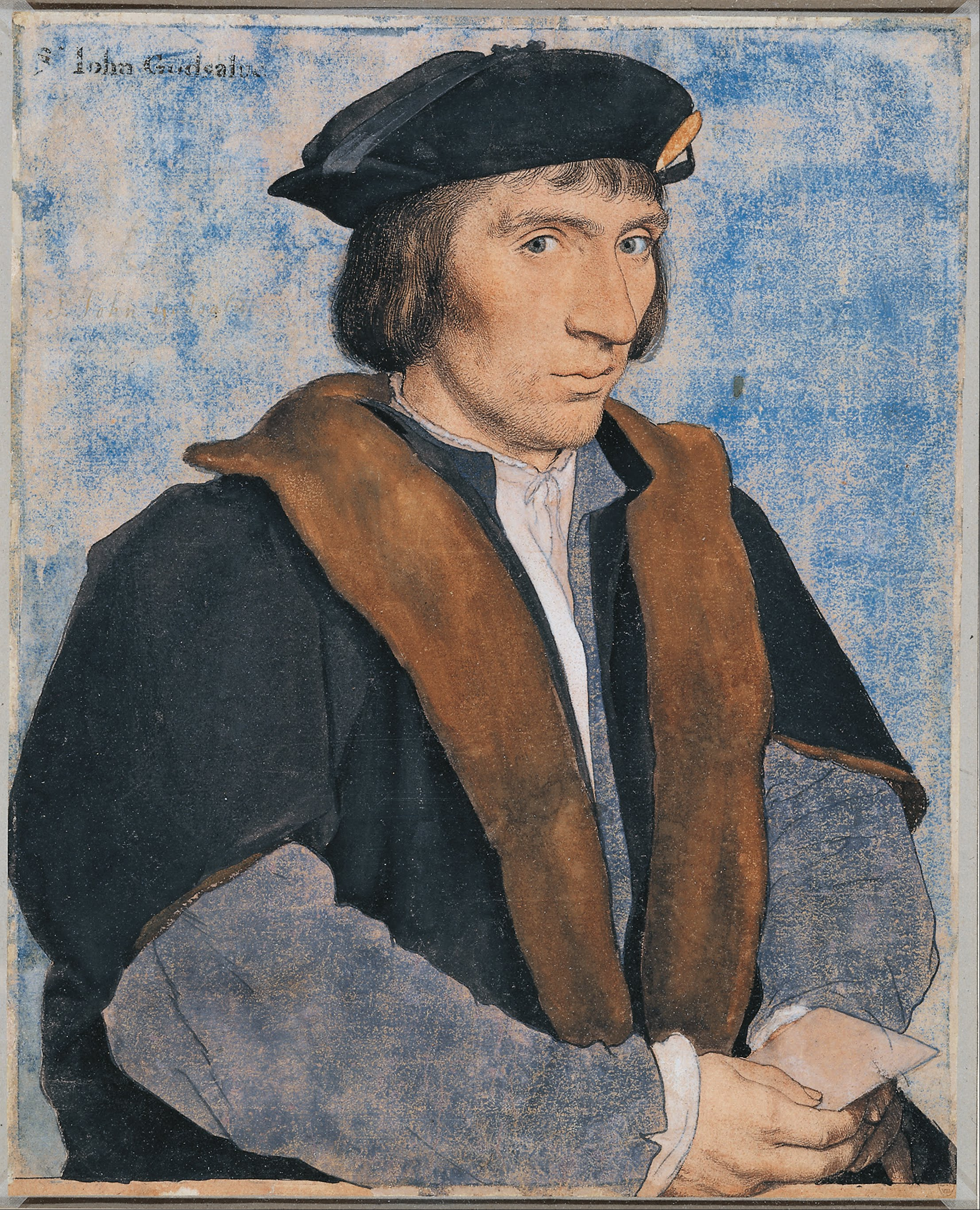
Сэр Джон Годсэлв. Между 1532 и 1534. Бумага, тушь, кисть, перо, пастель, акварель. Королевская коллекция, Виндзор
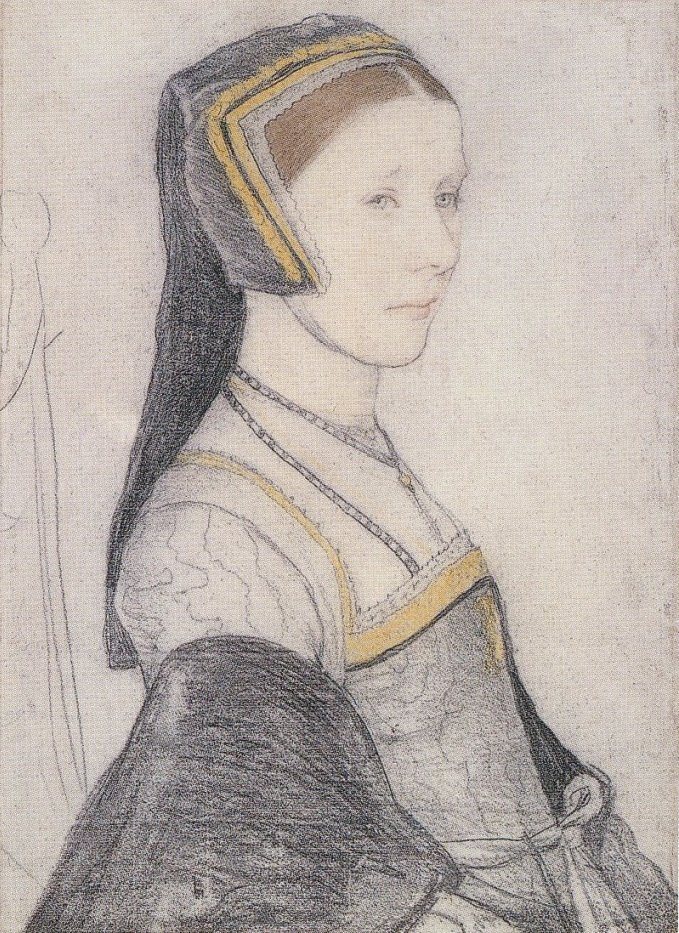
Aнна Кресакр. 1527. Бумага, уголь, пастель. Королевская коллекция, Виндзор
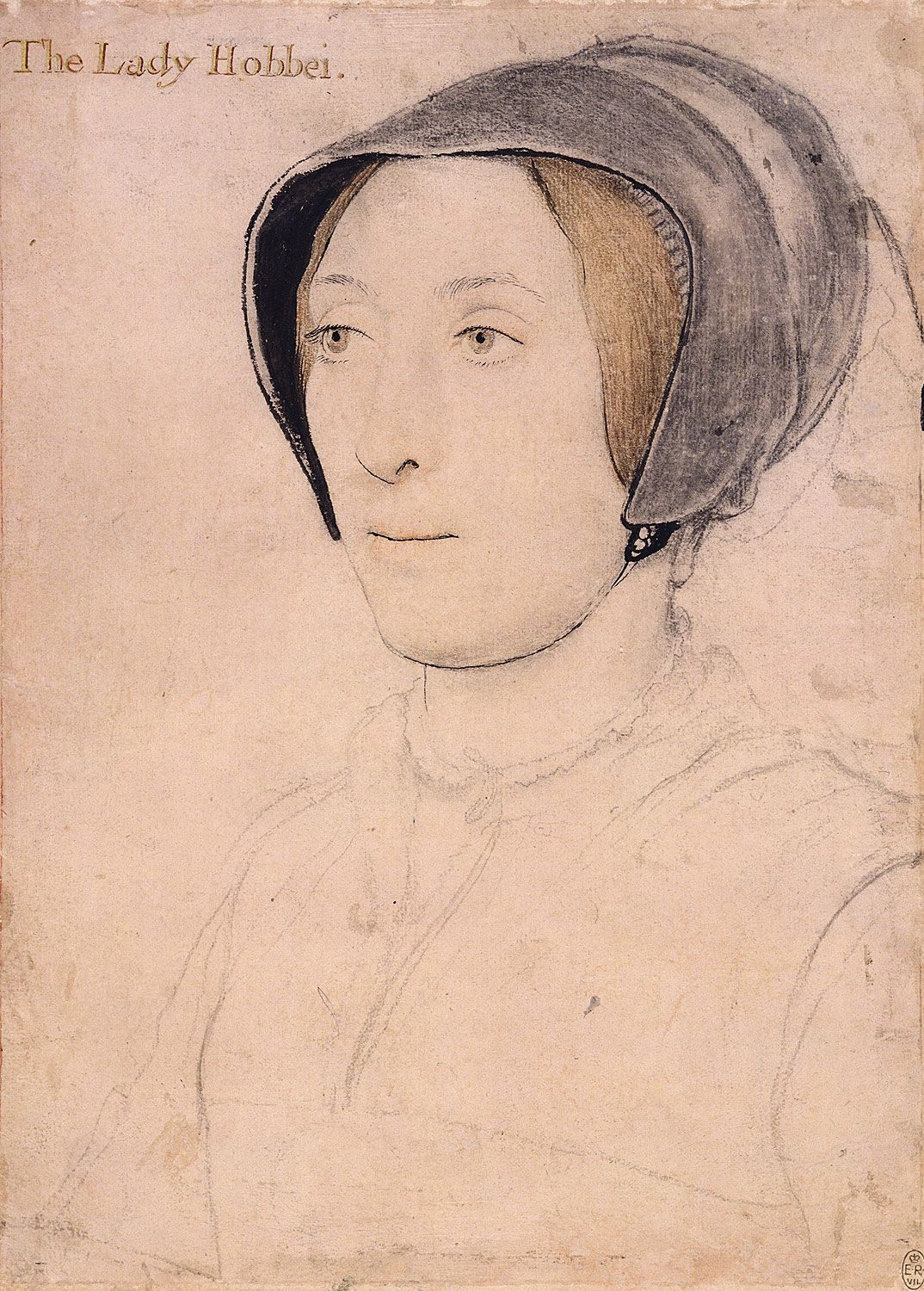
Элизабет, леди Хоби. Между 1536 и 1540. Бумага, уголь, пастель. Королевская коллекция, Виндзор

## Галерея портретов

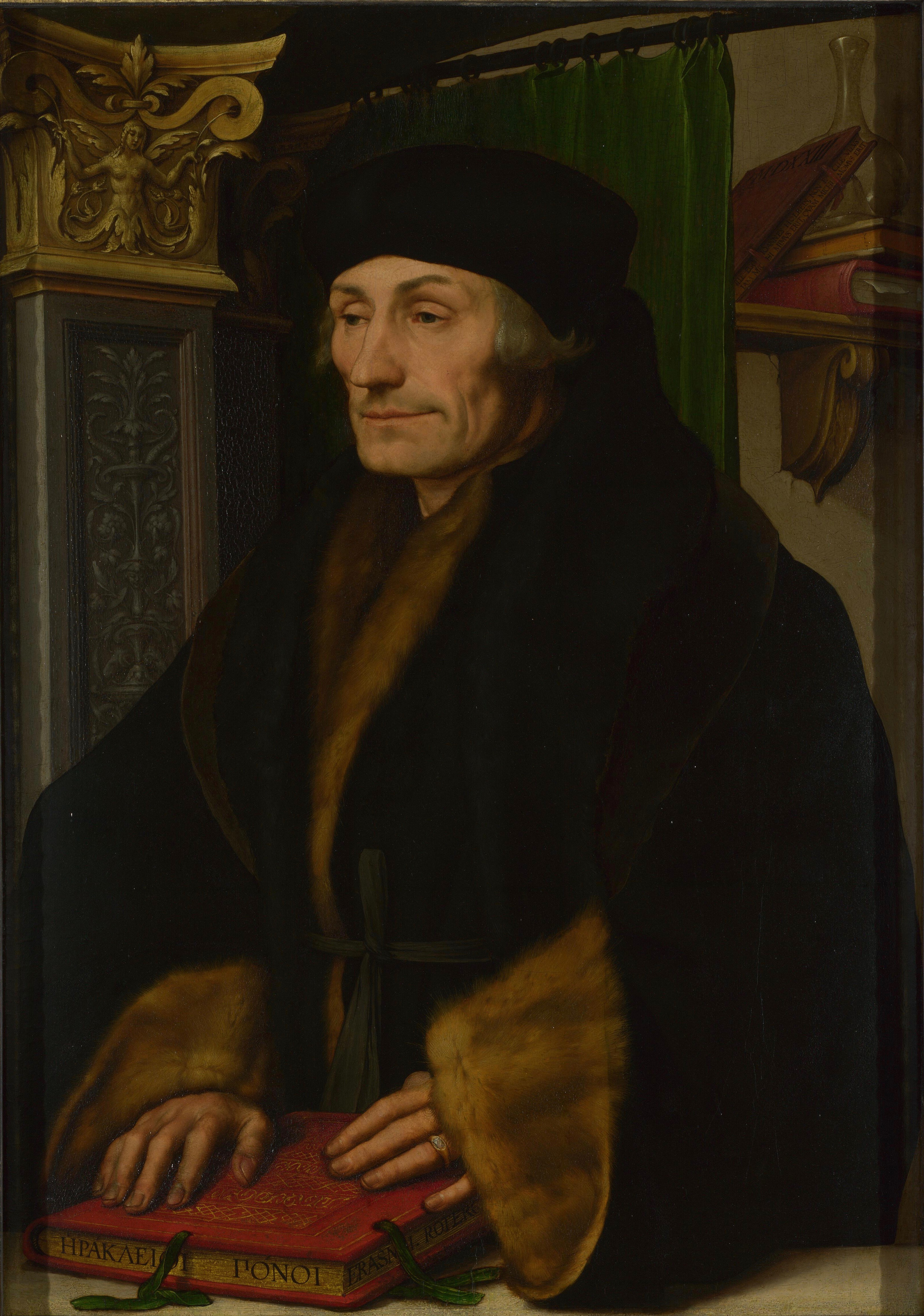
Портрет Эразма Роттердамского. 1523. Дерево, темпера, масло. Национальная галерея, Лондон
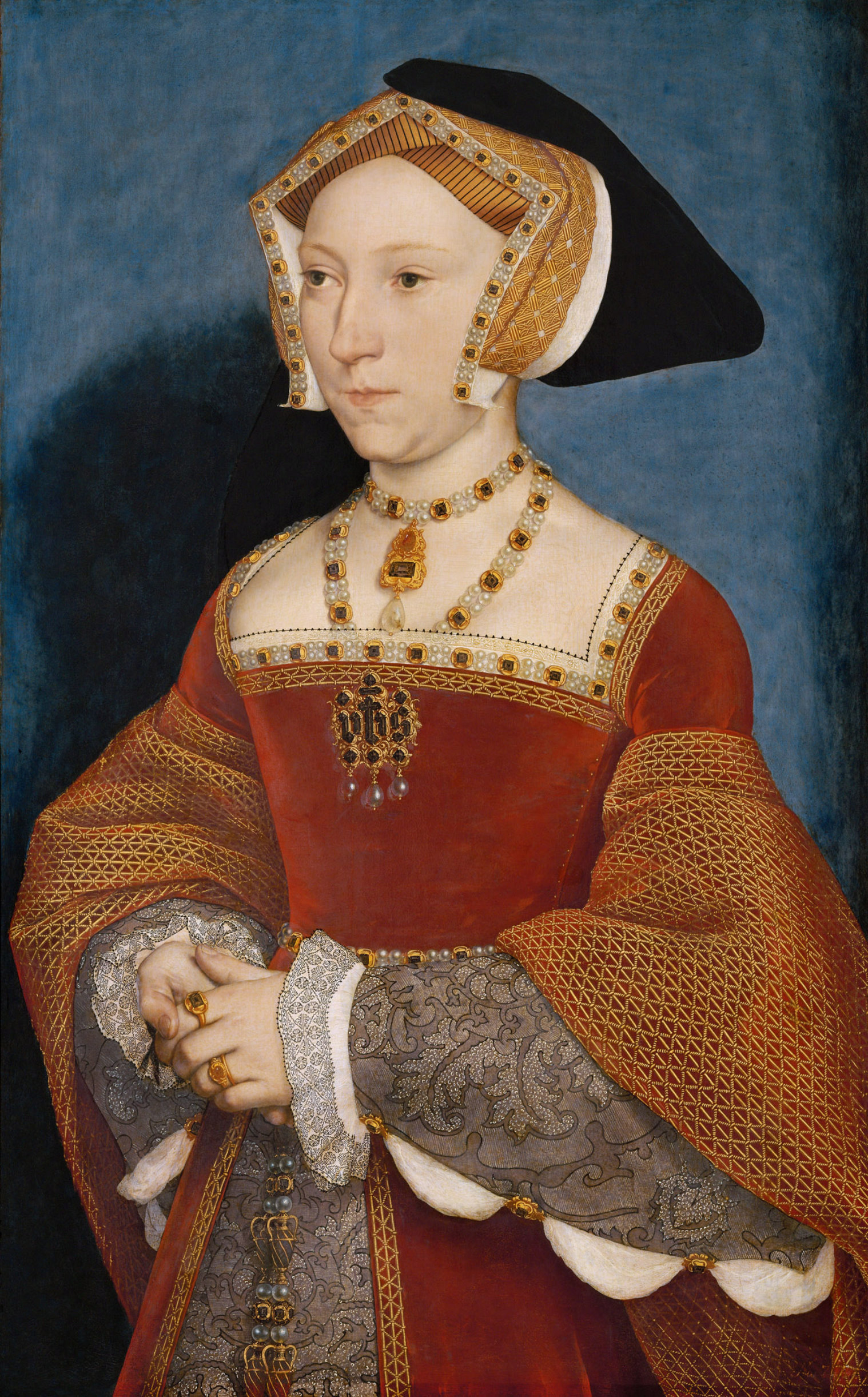
Портрет Джейн Сеймур, королевы Англии. 1536. Дерево, масло. Музей истории искусств, Вена
Портрет Анны Клевской. Ок. 1539. Холст, велень, масло. Лувр, Париж
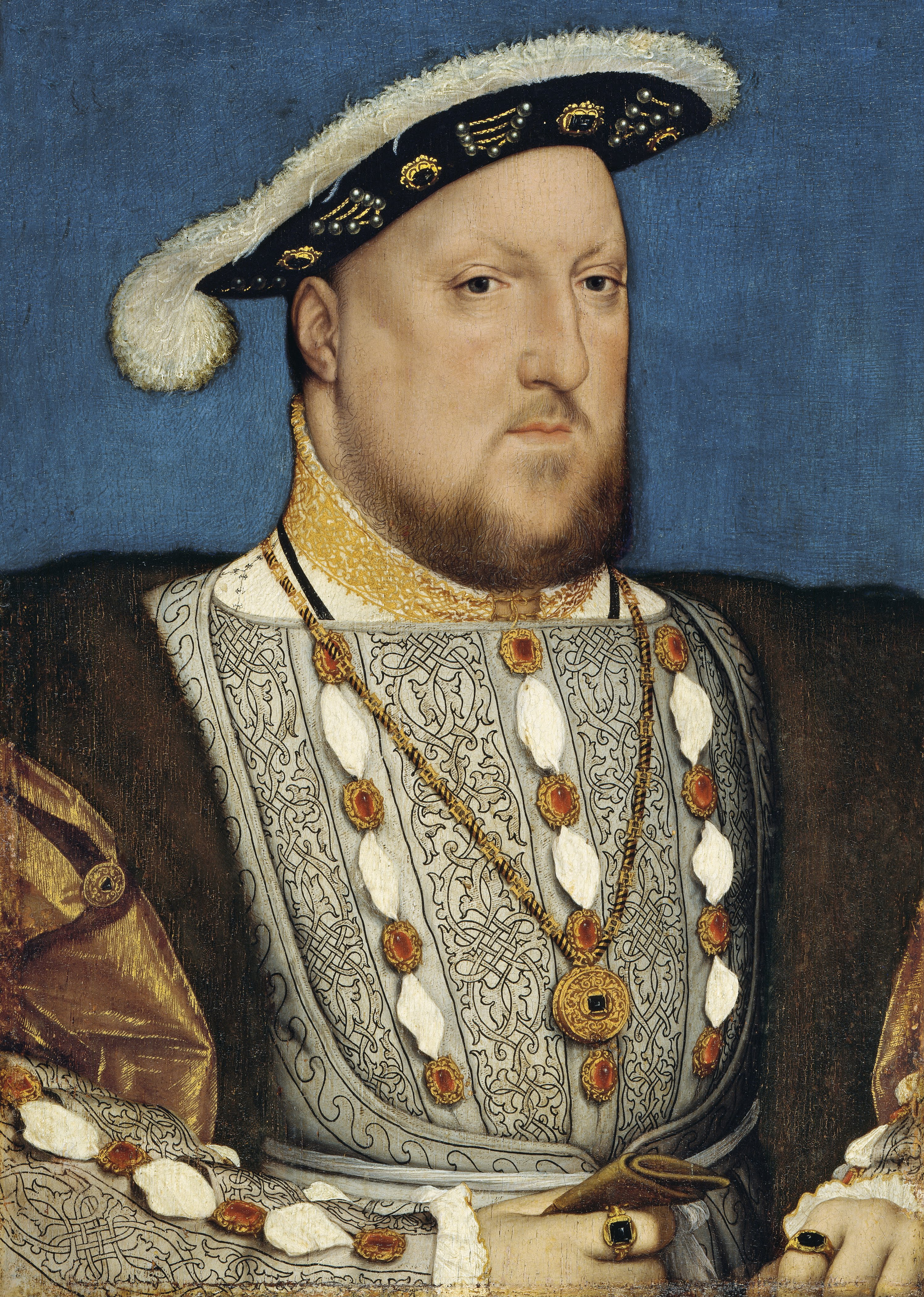
Портрет Генриха VIII. 1536—1537. Дерево, масло. Музей Тиссена-Борнемисы, Мадрид
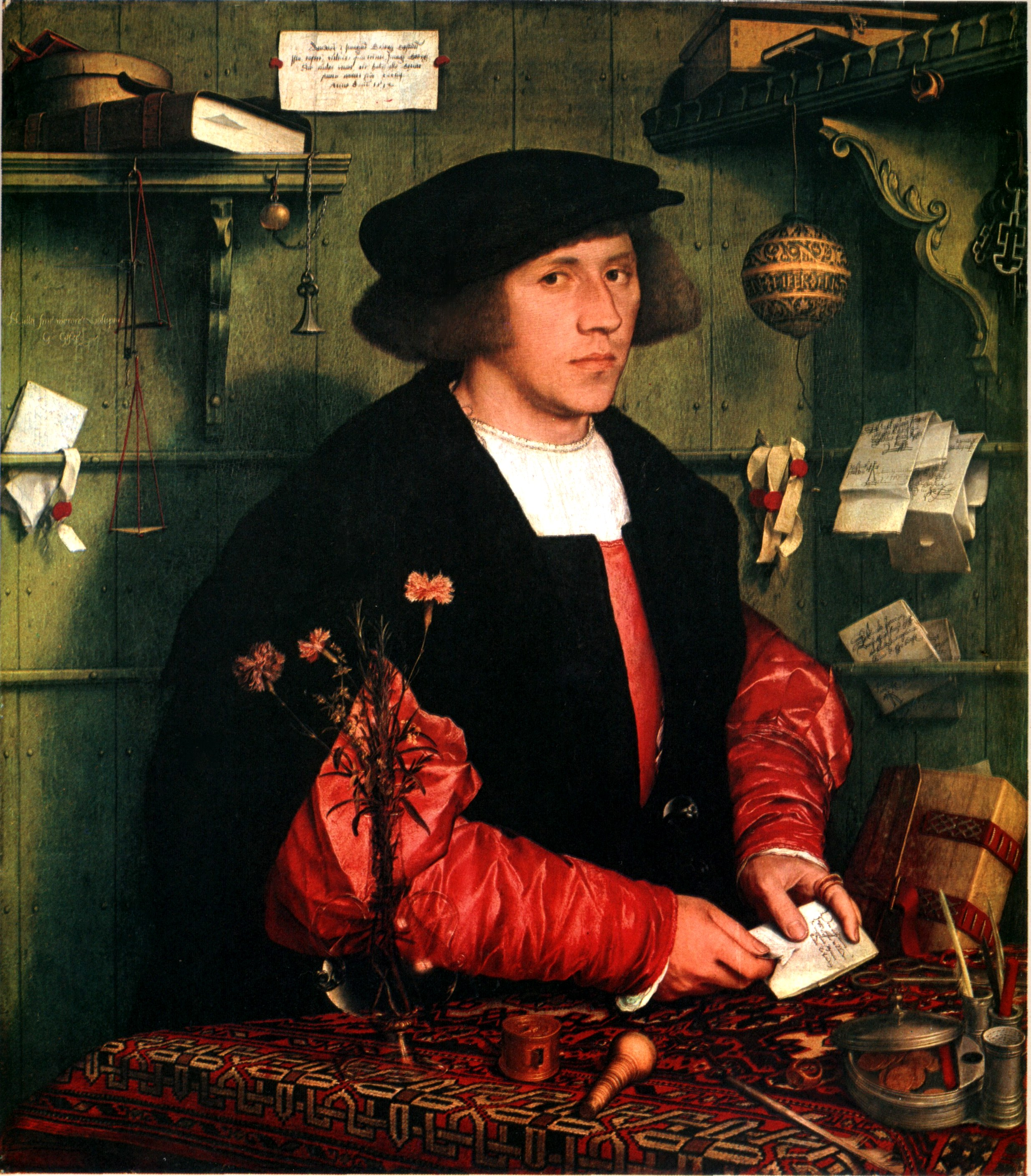
Портрет Георга Гизе. 1532. Дерево, масло. Берлинская картинная галерея
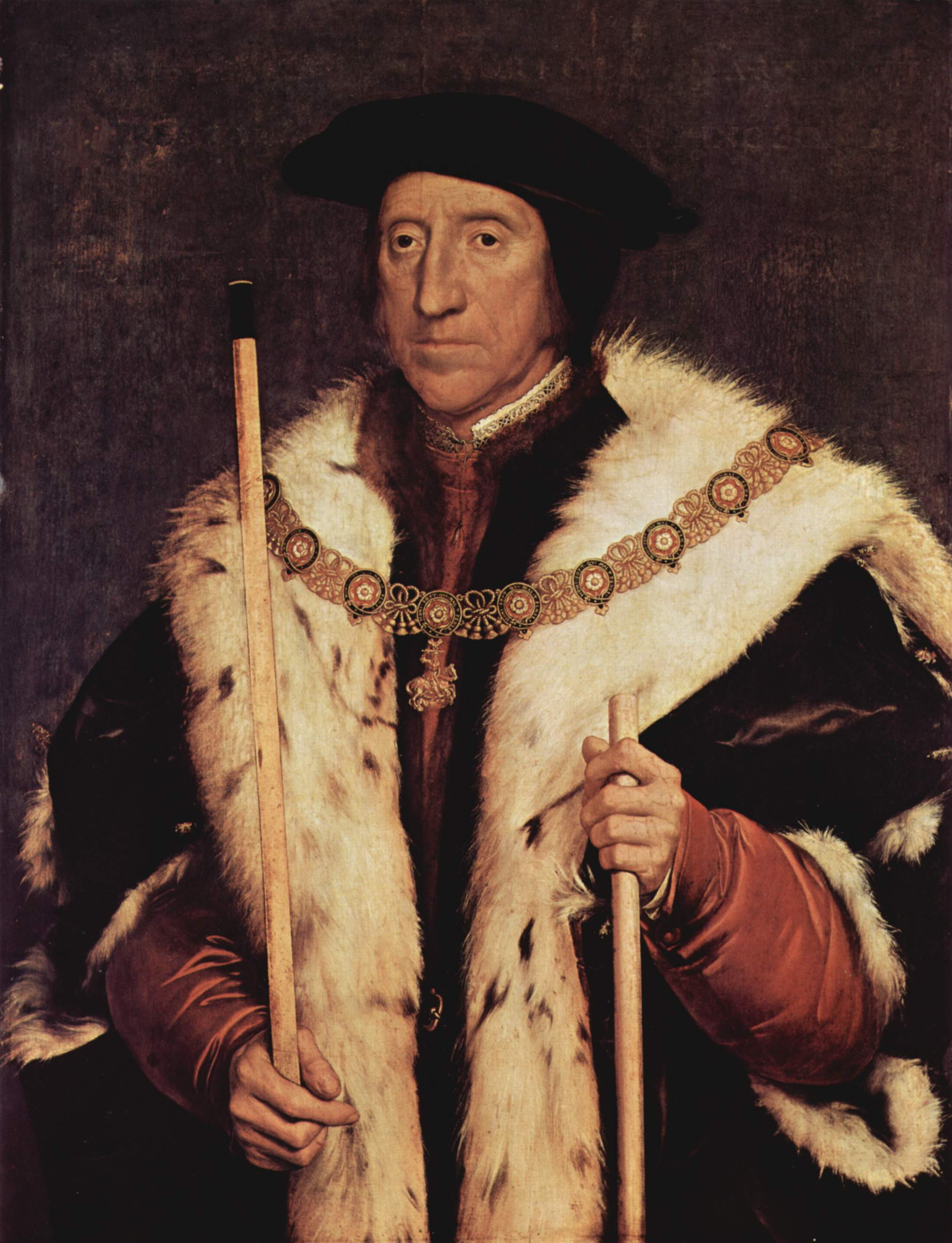
Томас Говард, 3-й герцог Норфолк. Между 1539 и 1540. Дерево, масло. Королевская коллекция, Виндзор
Портрет дамы с белкой. Между 1526 и 1528. Дерево, масло. Национальная галерея, Лондон
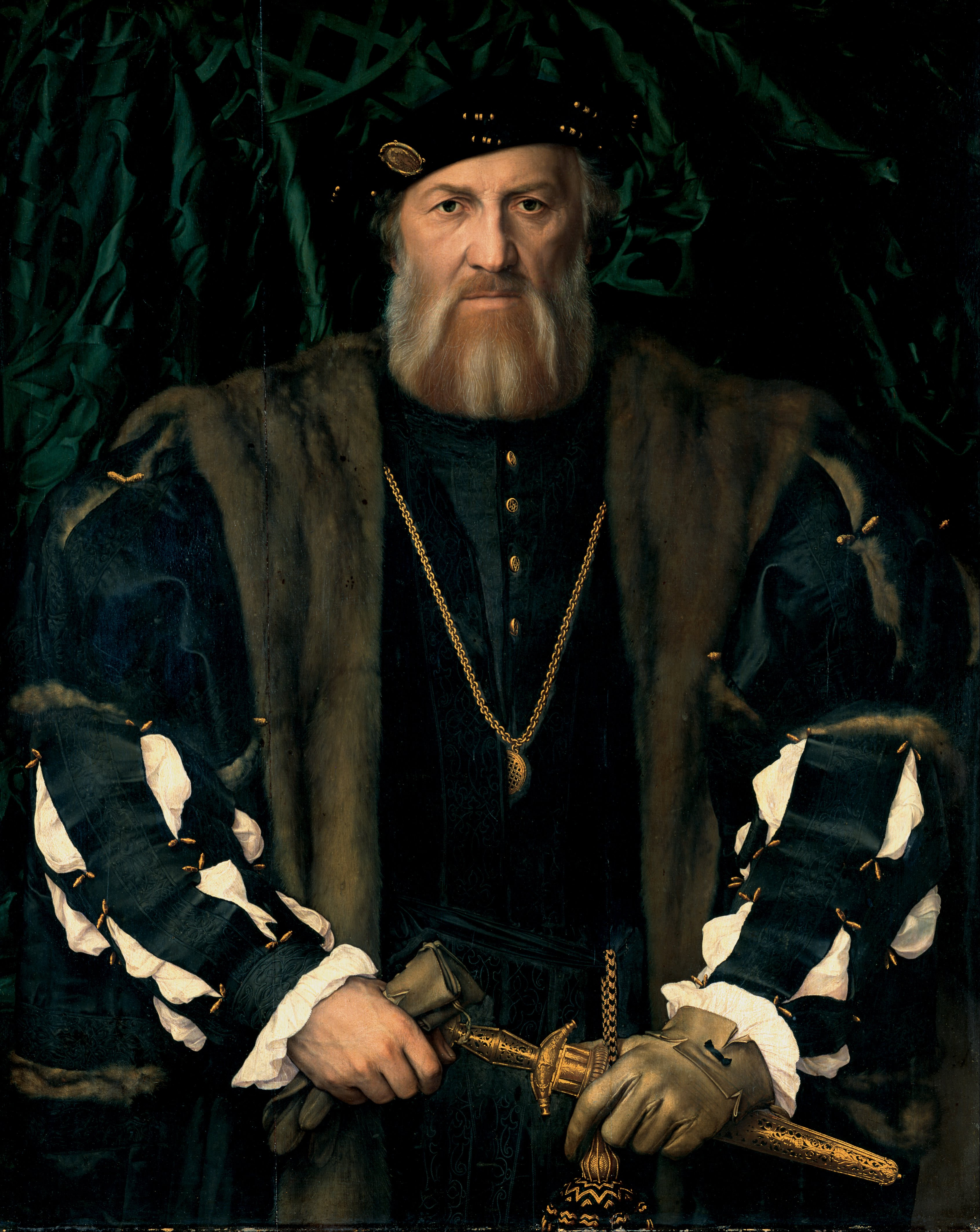
Шарль де Солье, сир де Моретт. 1534—1535. Дерево, масло. Галерея старых мастеров, Дрезден
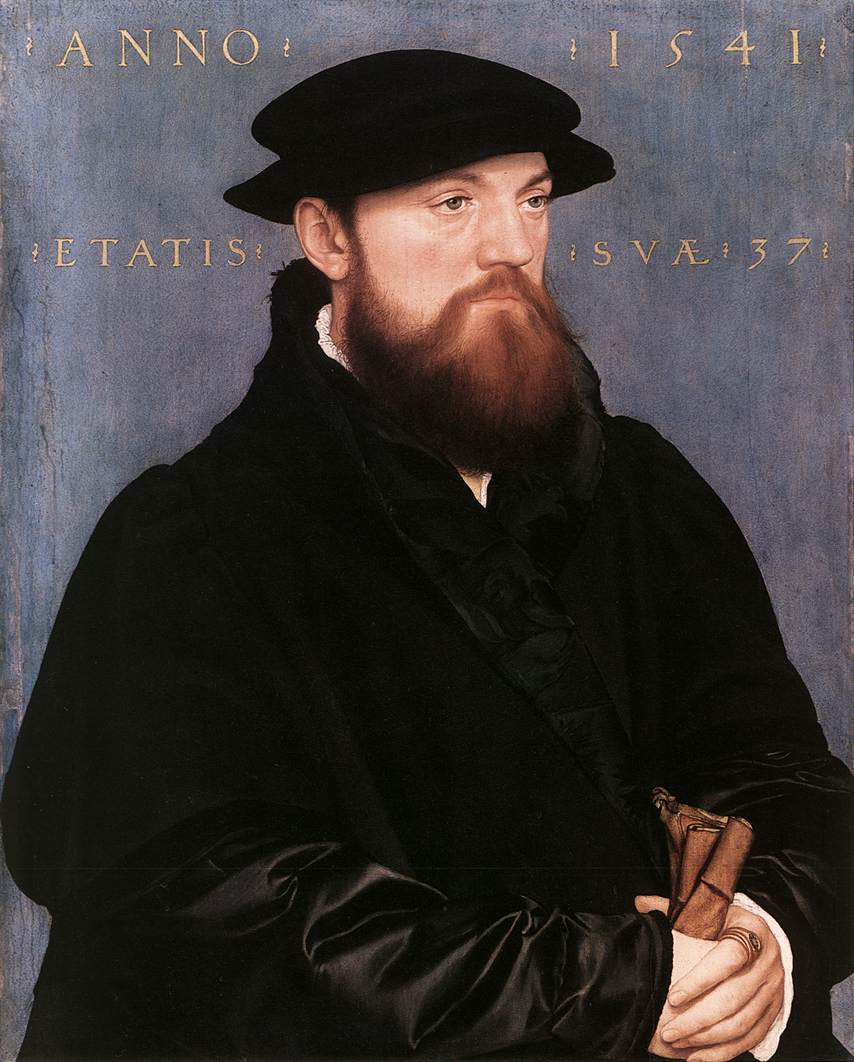
Де Вос ван Стенвейк. 1541. Дерево, масло. Берлинская картинная галерея

## Интересные факты
- В честь художника получили наименования техника вышивки и тип восточных ковров, так как Гольбейн часто изображал их в портретах.
- В честь Гольбейна назван кратер на Меркурии; название утверждено в 1979 году[1].